# III. třída okresu Louny
III. třída okresu Louny patří společně s ostatními třetími třídami mezi deváté nejvyšší fotbalové soutěže v Česku. Je řízena Okresním fotbalovým svazem Louny. Hraje se každý rok od léta do jara se zimní přestávkou. Hraje se v jedné skupině (neoznačuje se), soutěž má 9 účastníků  okresu Louny, každý s každým hraje jednou na domácím hřišti a jednou na hřišti soupeře. Celkem se tedy hraje 16 kol. Vítěz soutěže a tým na druhém místě postupují do II. třídy okresu Louny.

## Vítězové

### III. třída okresu Louny skupina A
| Ročník    | Vítězný tým                  |
| --------- | ---------------------------- |
| 2003/2004 | SK Cítoliby                  |
| 2004/2005 | FK Kozly                     |
| 2005/2006 | TJ ZD Podlesí Ročov          |
| 2006/2007 | SK Hříškov                   |
| 2007/2008 | TJ Vrbno nad Lesy            |
| 2008/2009 | TJ Středohor Dobroměřice „B“ |
| 2009/2010 | FC Dubany                    |
| 2010/2011 | FK Výškov                    |
| 2011/2012 | FK Slavoj Žatec „C“          |
| 2012/2013 | TJ Vrbno nad Lesy            |
| 2013/2014 | TJ Krásný Dvůr               |
| 2014/2015 | FK Vroutek                   |
| 2015/2016 | FK Chlumčany                 |
| 2016/2017 | TJ Vrbno nad Lesy            |
| 2017/2018 | FK Staňkovice                |
| 2018/2019 |                              |

### III. třída okresu Louny skupina B
| Ročník    | Vítězný tým            |
| --------- | ---------------------- |
| 2003/2004 | TJ Ohře Lišany         |
| 2004/2005 | TJ Sokol Lenešice „B“  |
| 2005/2006 | TJ Žíželice            |
| 2006/2007 | FK Výškov              |
| 2007/2008 | FK Blažim              |
| 2008/2009 | TJ Sokol Domoušice „B“ |
| 2009/2010 | FK Staňkovice          |
| 2010/2011 | TJ Sokol Zeměchy       |
| 2011/2012 | Soutěž se nehrála.     |
| 2012/2013 | Soutěž se nehrála.     |
| 2013/2014 | Soutěž se nehrála.     |
| 2014/2015 | Soutěž se nehrála.     |
| 2015/2016 | Soutěž se nehrála.     |
| 2016/2017 | Soutěž se nehrála.     |
| 2017/2018 | Soutěž se nehrála.     |
| 2018/2019 |                        |

### III. třída okresu Louny skupina C
| Ročník    | Vítězný tým           |
| --------- | --------------------- |
| 2003/2004 | TJ Blatno             |
| 2004/2005 | TJ Sokol Velká Černoc |
| 2005/2006 | TJ Spartak Lubenec    |
| 2006/2007 | FC Sedčice            |
| 2007/2008 | TJ Krásný Dvůr „B“    |
| 2008/2009 | TJ Baník Buškovice    |
| 2009/2010 | TJ Baník Buškovice    |
| 2010/2011 | SK Havran Kryry       |
| 2011/2012 | Soutěž se nehrála.    |
| 2012/2013 | Soutěž se nehrála.    |
| 2013/2014 | Soutěž se nehrála.    |
| 2014/2015 | Soutěž se nehrála.    |
| 2015/2016 | Soutěž se nehrála.    |
| 2016/2017 | Soutěž se nehrála.    |
| 2017/2018 | Soutěž se nehrála.    |
| 2018/2019 |                       |